# Tim Woodward
Tim Woodward (Londra, 24 aprile 1953 – 9 novembre 2023) è stato un attore britannico.

## Biografia
Nacque da Edward Woodward e Venetia Barrett, che erano attori, così come i suoi fratelli Peter e Sarah. I genitori divorziarono nel 1986. Woodward aveva anche una sorellastra, Emily, nata dal secondo matrimonio del padre. 
Intraprese la carriera di attore nel 1975 e divenne principalmente noto per la sua interpretazione nel film La lettera scarlatta (1995), al fianco di Demi Moore.
Woodward è morto di cancro nel 2023, all'età di 70 anni.

## Vita privata
Era padre di Sam Woodward, attore e musicista, avuto con l'attrice Jan Chappell, con cui ebbe una lunga relazione dopo aver divorziato dalla moglie Amanda, con cui aveva avuto tre figli. Dopo aver lasciato anche la Chappell, Woodward trovò una nuova compagna, Kate Barnwell, e con lei ebbe una figlia.

## Filmografia parziale
- Galileo, regia di Joseph Losey (1975)
- Gli europei (The Europeans), regia di James Ivory (1979)
- King David, regia di Bruce Beresford (1985)
- Salomè, regia di Claude d'Anna (1986)
- Personal Services, regia di Terry Jones (1987)
- Un segreto in famiglia (Closing Numbers), regia di Stephen Whittaker (1993)
- La lettera scarlatta (The Scarlet Letter), regia di Roland Joffé (1995)
- Una scelta d'amore (Some Mother's Son), regia di Terry George (1996)
- B. Monkey - Una donna da salvare (B. Monkey), regia di Michael Radford (1998)
- K-19 (K-19: The Widowmaker), regia di Kathryn Bigelow (2002)
- Black Thunder - Sfida ad alta quota (Flight of Fury), regia di Michael Keusch (2007)
- Attacco al potere 2 (London Has Fallen), regia di Babak Najafi (2016)
- Radioactive, regia di Marjane Satrapi (2019)

### Televisione
- Piece of Cake – miniserie TV, 4 puntate (1988)
- RKO 281 - La vera storia di Quarto potere (RKO 281), regia di Benjamin Ross – film TV (1999)
- L'ispettore Barnaby (Midsomer Murders) – serie TV, episodio 7x01 (2003)
- Poirot (Agatha Christie's Poirot) – serie TV, episodio 10x04 (2006)

## Doppiatori italiani
- Gino La Monica in Salomè
- Carlo Valli in La lettera scarlatta
- Luca Biagini in Una scelta d'amore
- Sergio Di Stefano in K-19
- Carlo Reali in Peaky Blinders